# 鰭指鰧
鰭指鰧（學名：Dactyloscopus pectoralis），為輻鰭魚綱䲁形目指鰧科指鰧屬的一個種，分布於東太平洋墨西哥加利福尼亞灣與下加利福尼亞州西南端向北至巴伊亞聖瑪麗亞海域，深度0至45公尺，本魚身體扁平，向尾部逐漸變細，頭大，上部扁平，前部圓而窄，眼外突，有柄，無乳突，管狀鼻孔，後鼻孔開於前鼻孔基部，兩唇均有皮瓣，上唇9個，下唇14個，鰓蓋有12個皮瓣，背鰭起點於頸背，背鰭硬棘12枚、背鰭軟條24枚、臀鰭硬棘2枚、臀鰭軟條28枚，胸鰭條通常13條，尾基部末端下方有缺口，尾鰭長，鰭條不分支，側線連續，在最後一節背棘下方向下彎曲，側線鱗42片，頭部上部淺褐色，頭部後部上方有一寬闊的白色T形斑塊，向前延伸至兩眼之間，眼後下方有斜雙橫帶，鰓蓋後上部通常有白色斑塊，口內無色素沉澱，上背部灰棕色，背部中線有約7-10條白色、邊緣深的鞍狀紋，體長可達5.2公分，棲息在沙底質海床及潮池，生活習性不明。